# Estreito de Davis

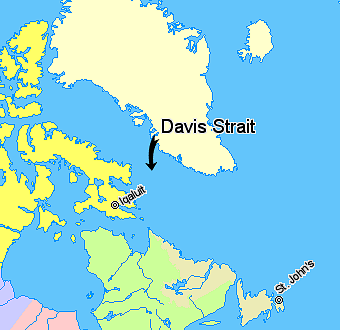
O estreito de Davis, entre a Gronelândia e Nunavut (Canadá).
Nunavut
Quebec
Terra Nova e Labrador
Regiões não pertencentes ao Canadá (Gronelândia, Islândia)

O estreito de Davis (em inglês:  Davis Strait; em francês:  Détroit de Davis) é um estreito situado entre a costa ocidental da Gronelândia e a ilha de Baffin, do Canadá. As profundidades alcançadas nas águas do Estreito de Davis estão entre 1000 e 2000 metros, substancialmente menores que no mar do Labrador (a sul), e que na baía de Baffin (a norte). Foi quase certamente formado no período do Paleogeno, entre 62 e 45 milhões de anos.
O estreito de Davis foi durante muitos anos tomado como potencial entrada para a mítica Passagem do Noroeste. Deve o seu nome a John Davis (1550–1605), precisamente um dos exploradores que aí estiveram em busca desse caminho para o Pacífico pelo norte da América.

## Geografia
Segundo a Organização Hidrográfica Internacional («International Hydrographic Organization», IHO), na sua publicação Limits of oceans and seas (3.ª ed. de 1953), o estreito de Davis (que tem o número de identificação 15) tem os seguintes limites:
- a norte, o paralelo 70º N entre a Gronelândia e a ilha de Baffin, que é o limite sul da baía de Baffin;
- a leste, a costa ocidental da Gronelândia;
- a sul, o paralelo 60ºN, entre a Gronelândia e a península do Labrador;
- a oeste, o limite oriental da Passagem do Noroeste, a sul do paralelo 70º, e o estreito de Hudson.

Tem uma largura entre 338 e 664 km, e na costa da ilha de Baffin tem duas importantes entradas, o Cumberland Sound e a baía de Frobisher. É um dos troços da rota marítima da Passagem do Noroeste.